# 血管脂肪瘤
血管脂肪瘤是脂肪组织与异常增生的血管组织混合形成的腫瘤，具有典型的脂肪瘤特征。此類腫瘤構造上是一种具有血管结构的皮下结节。血管脂肪瘤的患者患病時會有疼痛感  :624 。發病年龄大多为20-40岁。